# Filip Dujardin
 Filip Dujardin  (ur. 14 lipca 1971 w Gandawie) – belgijski fotograf architektury.

## Biografia
Dujardin studiował historię sztuki (specjalność architektura) i fotografię artystyczną w niepełnym wymiarze czasu w Królewskiej Akademii Sztuk Pięknych w Gandawie. Studia ukończył w 1995 roku.
W latach 1998 i 2000 był asystentem technicznym Carla De Keyzera.
W latach 2000–2006 pracował z Frederikiem Vercruysse. Razem stali się znani jako fotografowie architektury.
Od roku 2007 Dujardin pracuje jako fotograf niezależny. W 2008 roku zdobył międzynarodową sławę dzięki serii "Fikcje", cyklowi montażów obrazów cyfrowych. Poprzez cyfrową edycję zdjęć prawdziwych budynków Dujardin tworzy surrealistyczne, fikcyjne konstrukcje. Dujardin wystawił serię "Fikcje" w Centrum Sztuki Współczesnej BOZAR w Brukseli. Kolejne jego wystawy odbyły się w Kanadzie, Francji, Niemczech, Włoszech, Stanach Zjednoczonych i Korei Południowej. Publikuje w międzynarodowych czasopismach i książkach. Prace Dujardin zostały zakupione między innymi do zbiorów Metropolitan Museum of Art, MoMA czy SFMOMA.

## Wystawy indywidualne
- 2018 - "overview/przegląd", Galeria Sztuki Współczesnej BWA w Katowicach[2][3]
- 2013 - "(dis)location", Highlight Gallery, San Francisco
- 2011 - "Fictions", Highlight Gallery, San Francisco
- 2010 - "Imaginery Architecture - Photographs by Filip Dujardin", Chazen Museum of Art, Madison
- 2009 - bez tytułu, de Velings, Tourgen
- 2008 - "Fictions", BOZAR Centre of Fine Arts, Bruksela